# Alois Matoušovský
Alois Matoušovský (29. června 1815 Lidmaň – 3. nebo 5. ledna 1890 Dolany) byl rakouský římskokatolický duchovní a politik české národnosti z Čech, v 60. letech 19. století poslanec Českého zemského sněmu.

## Biografie
Absolvoval gymnázium v Jindřichově Hradci. Stal se členem premonstrátského řádu, ale později ho opustil. Roku 1837 (podle jiného zdroje 25. července 1840) byl vysvěcen na světského kněze. Působil jako kaplan v Kolovči a Chudenicích. Později byl farářem v Úboči a od roku 1861 až do své smrti v Dolanech. Měl funkci biskupského vikáře a konzistorního rady. Do roku 1883 zastával funkci ředitele rolnické školy v Klatovech. Patřil mezi vlastenecky orientované kněze.
Po obnovení ústavního systému vlády počátkem 60. let se zapojil i do vysoké politiky. V zemských volbách v Čechách roku 1861 byl zvolen na Český zemský sněm, kde zastupoval kurii venkovských obcí, obvod Klatovy, Plánice, Nýrsko. Byl tehdy uváděn jako oficiální český kandidát (Národní strana, staročeská). Rezignoval v říjnu 1866.
Zemřel v lednu 1890. Jako příčina smrti se uvádí vysílení.